# Conflitto israelo-palestinese del 2021
Il conflitto israelo-palestinese del 2021 è stato un conflitto tra lo Stato di Palestina e lo Stato d'Israele.
Il 6 maggio 2021 sono iniziate le proteste e le rivolte dei palestinesi a Gerusalemme contro una decisione della Corte suprema di Israele in merito allo sgombero di alcuni residenti palestinesi a Sheikh Jarrah, un quartiere di Gerusalemme Est. L'area in questione, di fatto annessa illegalmente dal 1980 da Israele, resta ai sensi del diritto internazionale parte dei territori palestinesi occupati da Israele. Le proteste si sono rapidamente trasformate in scontri violenti tra manifestanti ebrei e palestinesi, con incidenti e vandalismi da ambo le parti. Il giorno seguente, la polizia israeliana ha contrastato i manifestanti nel complesso della moschea al-Aqṣā, un sito sacro islamico.
In concomitanza con la giornata islamica di Laylat al-Qadr e la Giornata di Gerusalemme israeliana, gli scontri hanno causato più di 300 feriti. La sentenza della Corte suprema israeliana è stata quindi rinviata di 30 giorni poiché Avichai Mandelblit, il procuratore generale israeliano, ha cercato di ridurre le tensioni.
Hamas ha emesso un ultimatum a Israele, chiedendo il ritiro delle forze dai luoghi sacri e l'annullamento definitivo degli sfratti a Sheikh Jarrah. Alla scadenza dell’ultimatum, il gruppo ha iniziato assieme alla Jihad islamica il lancio di razzi dalla Striscia di Gaza verso diverse città israeliane, rompendo lo status quo militare. Israele, dopo una serie di avvertimenti, ha risposto con attacchi aerei contro obiettivi militari, governativi e diversi condomini (che secondo Israele ospitavano uffici e armi di Hamas) all'interno di Gaza (operazione "Guardiani delle Mura"). Scontri aerei e di artiglieria tra le due parti sono continuati quotidianamente fino al 21 maggio, quando Israele ed Hamas si sono accordate per un cessate il fuoco a partire dalle 2 di notte locali.

## Contesto
La lunga disputa sulla terra a Sheikh Jarrah è considerata un microcosmo delle controversie israelo-palestinesi sulla terra presenti dal 1948. Secondo i documenti ottomani, la terra contesa a Sheikh Jarrah fu acquistata da fiduciari ebrei nel 1870. Nel 1956, il governo giordano, in collaborazione con l'UNRWA, ospitò 28 famiglie di rifugiati palestinesi con diritto di locazione in un complesso su un terreno che la Giordania gestiva come custode delle proprietà nemiche. Dopo la guerra dei sei giorni, l'area entrò a far parte di quelle occupate da Israele. Nel 1972, il depositario generale israeliano registrò le proprietà sotto i sopracitati fiduciari ebrei, che chiesero che gli inquilini pagassero l'affitto.
Nel 2010, la Corte suprema di Israele ha respinto un appello delle famiglie palestinesi che risiedevano in 57 unità abitative a Sheikh Jarrah, che avevano richiesto di essere riconosciute come proprietarie di tali abitazioni. Un tribunale israeliano aveva precedentemente stabilito che i palestinesi potevano continuare ad abitarvi, ma pagando l'affitto. I palestinesi si sono però rifiutati di pagare l'affitto, costruendo anche sulle proprietà senza il consenso dei proprietari riconosciuti dal tribunale. Il 10 maggio 2021 la Corte Suprema di Israele avrebbe dovuto emettere una sentenza, poi rinviata di 30 giorni nel tentativo di ridurre le tensioni, sull'opportunità di sostenere lo sgombero di 6 famiglie palestinesi dal quartiere di Sheikh Jarrah.

### Eventi di aprile e maggio 2021
All'inizio del Ramadan nell'aprile 2021, la polizia israeliana ha bloccato e, in seguito ad alcune tensioni, rimosso le barriere all'accesso alla Porta di Damasco, dove i fedeli musulmani di solito si riuniscono durante le vacanze. Il 10 aprile, un autista di autobus israeliano è entrato nel quartiere Issawiya di Gerusalemme est ed è stato attaccato dagli arabi. Lui e la sua famiglia sono sopravvissuti a un linciaggio. Il 15 aprile, un video TikTok di un adolescente palestinese che schiaffeggia un uomo ebreo ortodosso è diventato virale, portando a diversi atti simili. Il giorno successivo, una folla di fedeli palestinesi fu allontanata da Al-Aqsa, il primo venerdì del Ramadan. Lo stesso giorno, un rabbino è stato picchiato a Giaffa, provocando proteste. Il 22 aprile, il piccolo gruppo di estrema destra israeliano Lehava ha organizzato una marcia a Gerusalemme con slogan anti-arabi e alcuni suoi membri sono stati arrestati dalla polizia israeliana negli scontri. Il 23 aprile, dopo che alcune milizie palestinesi hanno lanciato 36 razzi contro il sud di Israele, gli israeliani hanno risposto con razzi contro obiettivi di Hamas nella Striscia di Gaza. Nei giorni successivi sono stati uccisi un ragazzo palestinese e uno israeliano 19enne. Il 6 maggio, degli attacchi con palloni incendiari lanciati da Gaza hanno provocato 6 incendi in Israele. Anche la presenza del politico israeliano di estrema destra Itamar Ben-Gvir ha causato tensioni a Sheikh Jarrah.

### Contesto militare

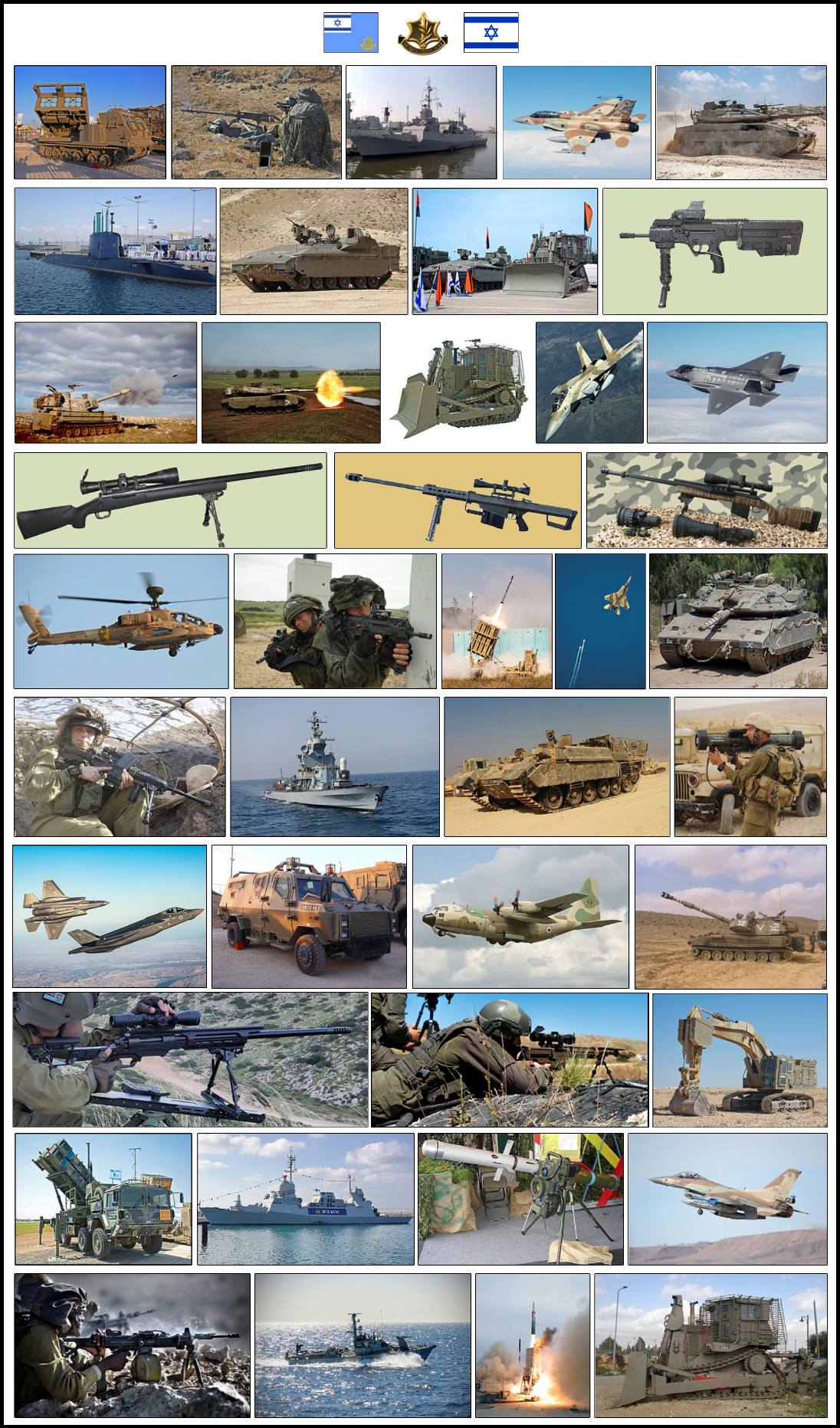
Una carrellata d'insieme sull'arsenale in dotazione alle forze di difesa israeliane (IDF) nel 2017.

In ambito militare, la dinamica del conflitto è influenzata dalla superiorità sia quantitativa che tecnologica degli equipaggiamenti militari delle forze di difesa israeliane (IDF) rispetto a quelli posseduti dalle milizie palestinesi. L'IDF dispone di 176500 unità attive e 445000 unità di riserva mentre lo Stato di Palestina è tuttora privo di un'organizzazione statuale tipica e non ha un esercito regolare e le Forze di Sicurezza Nazionali Palestinesi si stima che al 2007 avessero una forza totale 42000 unità, oltre alle quali esistono però organizzazioni palestinesi come Hamas e la Jihad islamica palestinese, considerate terroristiche da svariati Stati e organizzazioni sovranazionali, dotate di ali armate che, durante il conflitto israelo-palestinese, hanno commesso centinaia di attentati contro la popolazione civile israeliana e sono state più volte accusate di usare scudi umani, bambini-soldato e di violare le leggi internazionali sulla guerra.
L'equipaggiamento militare di Israele comprende una vasta gamma di armi, mezzi corazzati, pezzi d'artiglieria, missili, aeroplani, elicotteri e unità militari navali. Dal 1967 il principale fornitore delle forze di difesa israeliane (IDF) è stato il governo federale degli Stati Uniti d'America e all'inizio del XXI secolo diverse aziende israeliane hanno raggiunto un avanzamento tecnologico sufficiente per poter vendere loro stesse armi negli Stati Uniti d'America. Gran parte dell'attrezzatura militare viene sottoposta a miglioramenti direttamente nei laboratori di ricerca israeliani. Oltre alle armi acquistate all'estero e ai prodotti indigeni Israele gestisce e mantiene anche grandi quantitativi di scorte d'equipaggiamenti in dotazione dell'ex Unione Sovietica catturati a suo tempo dagli eserciti del mondo arabo nel corso del pluridecennale conflitto arabo-israeliano.
Alcune delle armi delle milizie palestinesi sono fabbricate artigianalmente, come i razzi Qassam e i razzi al-Quds che non dispongono di un sistema di guida, mentre altre sono fornite, come ha dichiarato un ufficiale della Jihad islamica palestinese, dall'Iran (che in passato ha dato sostegno economico ad Hamas), tra cui i razzi usati per attaccare Tel Aviv.

## Cronologia

### 6 maggio
I palestinesi hanno organizzato una manifestazione di solidarietà con i residenti di Sheikh Jarrah, in seguito alla decisione della Corte suprema di Israele di sfrattare 7 famiglie palestinesi che vivono nel quartiere. Alcuni israeliani e il partito Otzma Yehudit hanno allestito un tavolo dall'altra parte della strada rispetto ai palestinesi. I video sui social media hanno mostrato entrambe le parti che si scagliavano pietre e sedie a vicenda. La polizia israeliana è intervenuta e ha arrestato almeno 7 persone.

### 7 maggio

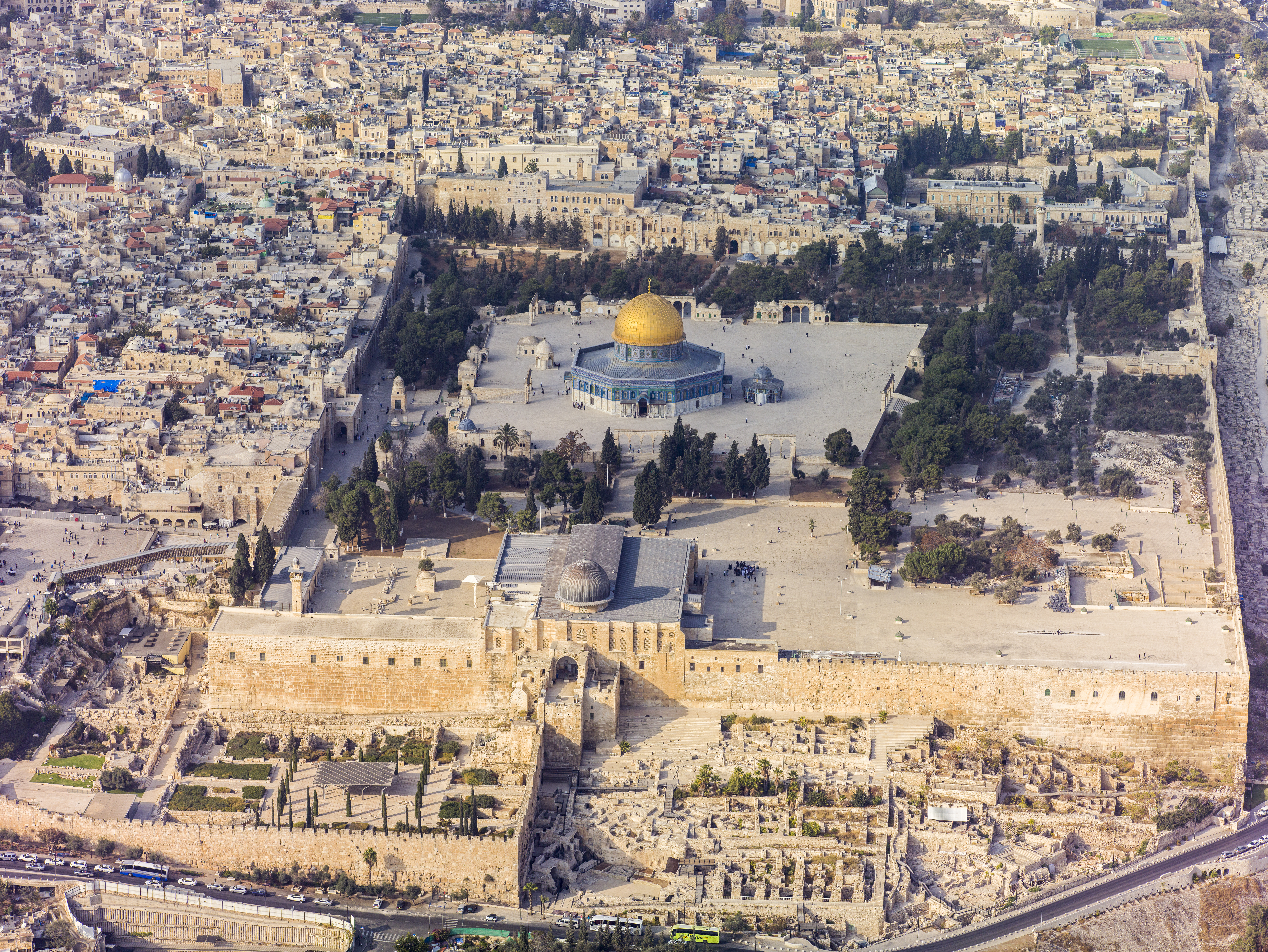
Fotografia aerea della moschea al-Aqṣā, sul Monte del Tempio, luogo di diversi scontri.

Il 7 maggio ha coinciso con l'ultimo venerdì del Ramadan, dove 70000 palestinesi hanno preso parte alle preghiere del venerdì alla moschea al-Aqṣā, secondo i media palestinesi limitate dalle misure di sicurezza stringenti israeliane. Dopo le preghiere serali, alcuni fedeli palestinesi hanno iniziato a lanciare pietre e altri oggetti precedentemente accumulati contro gli agenti di polizia israeliani. In risposta, gli agenti hanno sparato granate stordenti non-letali nel complesso della moschea e in una clinica da campo. Un portavoce della moschea ha dichiarato che gli scontri sono scoppiati dopo che la polizia israeliana ha tentato di evacuare il complesso, dove molti palestinesi dormono durante il Ramadan, aggiungendo che l'evacuazione avrebbe avuto lo scopo di consentire l'accesso agli israeliani. Oltre 300 palestinesi e 17 poliziotti israeliani sono rimasti feriti mentre la polizia israeliana ha occupato il complesso della moschea. I palestinesi hanno lanciato pietre, petardi e oggetti pesanti, mentre la polizia israeliana ha sparato granate stordenti, lacrimogeni e proiettili di gomma. L'assalto avvenne prima della marcia della bandiera del giorno di Gerusalemme da parte di nazionalisti ebrei attraverso la Città Vecchia. I militanti dalla Striscia di Gaza hanno lanciato razzi contro Israele la notte seguente, senza ricevere inizialmente risposte militari.
Un funzionario di Hamas ha chiesto alla folla di comprare "coltelli da 5 sicli" per "tagliare le teste degli ebrei".

### 8 e 9 maggio
Ulteriori scontri alla moschea al-Aqṣā si sono verificati l'8 maggio, data della notte santa islamica di Laylat al-Qadr. Folle di palestinesi hanno lanciato pietre, bottiglie, bruciato e vandalizzato oggetti e intonato canti come "colpire Tel Aviv", che The Times of Israel ha descritto come a sostegno di Hamas. I palestinesi hanno colpito diversi civili e poliziotti con pietre vicino al campus dell'Università Ebraica di Gerusalemme sul Monte Scopus, hanno anche danneggiato e bruciato veicoli vicino alla yeshivah di Beit Orot. La polizia israeliana in tenuta antisommossa ha impiegato cavalli, granate assordanti e cannoni ad acqua. Almeno 80 persone sono rimaste ferite. Nel quartiere di Sheikh Jarrah, a Bab al-Amud e nella Città Vecchia si sono verificati scontri notturni, che hanno provocato il ferimento di un centinaio di persone e, secondo il "Palestinian Prisoners Club", l'arresto di 45 cittadini di Gerusalemme.
Il 9 maggio la Corte suprema israeliana ha rinviato di 30 giorni la sentenza sugli sfratti, poiché Avichai Mandelblit, il procuratore generale israeliano, ha cercato di ridurre le tensioni. La polizia israeliana, per evitare scontri, ha anche vietato agli ebrei di recarsi nella piazza al-Aqsa per i festeggiamenti del Giorno di Gerusalemme.

### 10 maggio

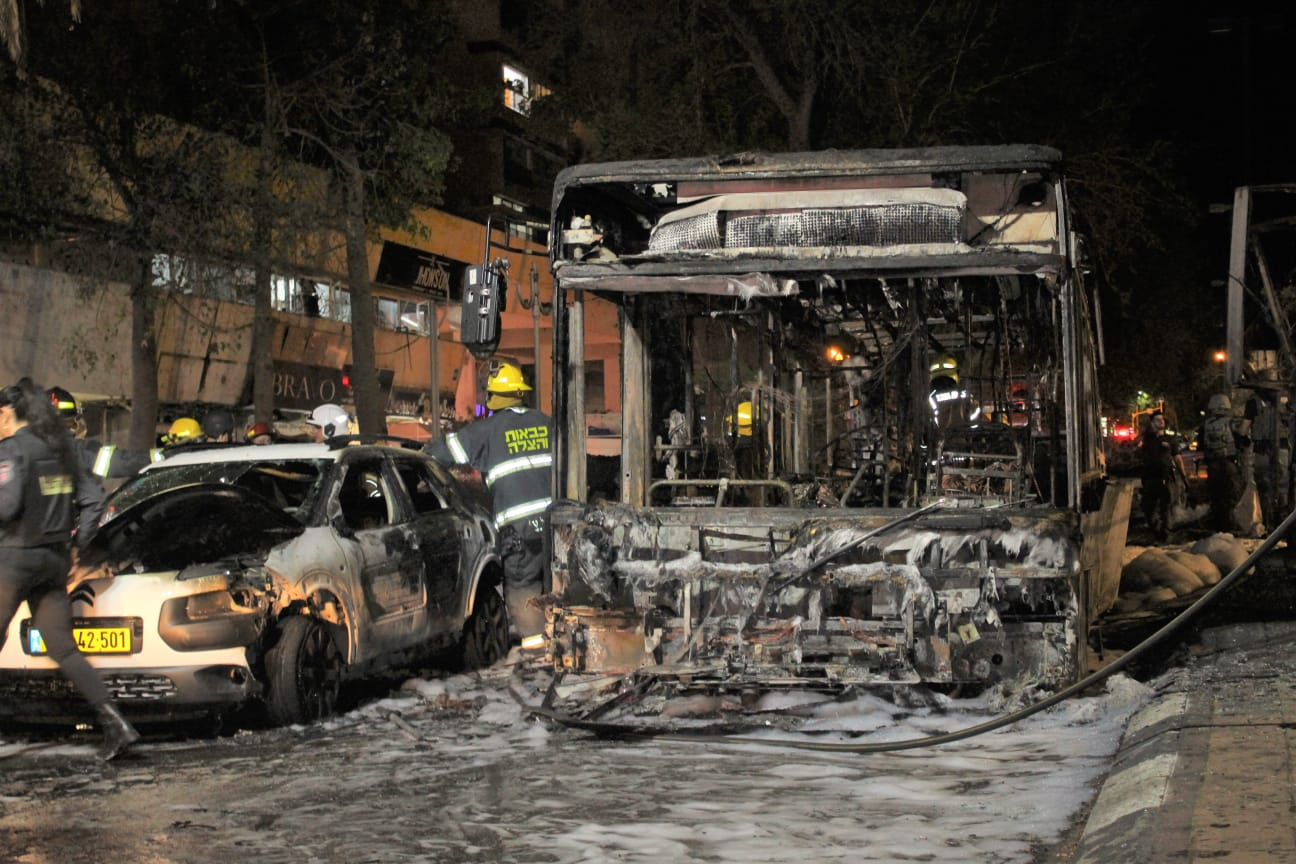
I danni ad un autobus e un'auto causati dai razzi palestinesi caduti nella città israeliana di Holon

La mattina del 10 maggio sono ripresi gli scontri dopo che la polizia israeliana ha contrastato i manifestanti che lanciavano pietre, bottiglie, petardi e molotov ed occupato la moschea al-Aqṣā dove hanno sparato proiettili di gomma, granate stordenti e fumogeni. Secondo la Mezzaluna Rossa palestinese, gli scontri hanno provocato il ferimento di 305-337 persone, di cui 7 gravi, nell'area della moschea e il trasporto di 228 persone agli ospedali nei dintorni, mentre la polizia israeliana ha dichiarato di aver avuto 21 feriti, di cui 3 richiedenti il ricovero in ospedale. Si sono verificati scontri anche a Bab al-Amud, ad Haifa e Ramallah e nuovamente alla moschea al-Aqsa la sera.
Hamas e le Brigate al-Qassam hanno chiesto a Israele di ritirare la polizia dal complesso della moschea al-Aqṣā entro le 18:00 del 10 maggio. Pochi minuti dopo la scadenza del termine, Hamas ha lanciato più di 150 razzi su Israele da Gaza. Tra le città colpite dai militanti palestinesi vi sono Tel Aviv, Ascalona, Sderot (con 30 missili) e Gerusalemme. Le forze di difesa israeliane (IDF) hanno schierato diverse batterie del sistema antimissile Cupola di Ferro e hanno dichiarato che 7 razzi sono stati lanciati verso Gerusalemme e Beit Shemesh e che uno è stato intercettato. Un missile anticarro è stato sparato contro un veicolo civile israeliano, ferendo l'autista. In risposta, il giorno stesso Israele ha lanciato attacchi aerei nella Striscia di Gaza. Le Brigate al-Quds hanno dichiarato di aver colpito un veicolo israeliano a Gaza. Vi è una controversia su se alcune delle prime vittime il 10 maggio siano morte a causa di un attacco aereo israeliano o di un razzo palestinese errante. Gli aerei israeliani avrebbero colpito civili palestinesi a Beit Hanoun.
Durante la sera e la notte del 10 maggio a Lod alcuni arabi hanno lanciato pietre e bombe incendiarie contro case di ebrei, una scuola e una sinagoga. In risposta sono stati sparati colpi ai rivoltosi, uccidendone uno e ferendone due; un ebreo nella sparatoria è stato arrestato.

### 11 maggio

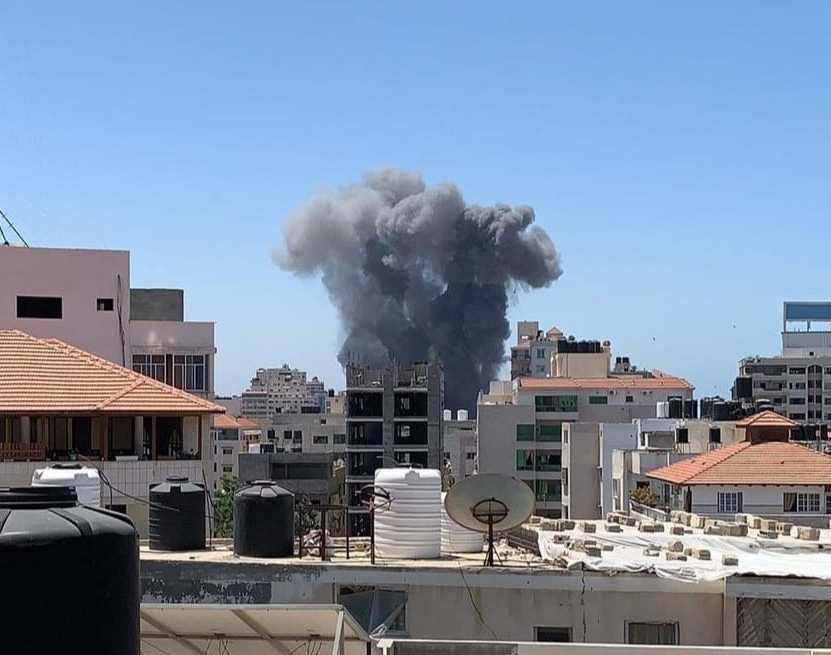
Effetti di un attacco mirato israeliano nella Striscia di Gaza

L'11 maggio il sindaco di Lod Yair Revivio ha esortato il primo ministro israeliano Benjamin Netanyahu a dispiegare la polizia di frontiera israeliana nella città, affermando che la città aveva "completamente perso il controllo" e avvertendo che il Paese è sull'orlo della "guerra civile". Netanyahu ha dichiarato lo stato di emergenza a Lod l'11 maggio. Per la prima volta dal 1966 Israele dispone di speciali poteri di emergenza su una comunità araba. Il ministro della Pubblica Sicurezza Amir Ohana ha annunciato l'attuazione degli ordini di emergenza.
L'11 maggio, la torre residenziale Hanadi di 13 piani a Gaza è crollata dopo essere stata colpita da un attacco aereo israeliano. La torre ospitava un mix di appartamenti residenziali e uffici commerciali. L'IDF ha dichiarato che l'edificio conteneva uffici usati da Hamas, e che ha dato "preavviso ai civili nell'edificio e ha fornito loro tempo sufficiente per evacuare il sito"; Hamas e la Jihad islamica palestinese hanno risposto sparando 137 razzi contro Tel Aviv in cinque minuti. Hamas ha dichiarato di aver sparato il loro "più grande sbarramento mai visto". Il canale israeliano 12 ha segnalato che un edificio nel sobborgo di Holon a Tel Aviv è stato colpito da un missile lanciato da Gaza e che una donna israeliana è stata uccisa da un missile caduto a Rishon LeZion. Hamas e la Jihad islamica palestinese hanno anche lanciato centinaia di razzi contro Ashdod e Ascalona, uccidendo 2 persone e ferendone più di 90. Anche un oleodotto statale israeliano è stato colpito da un razzo. Israele ha mobilitato 5000 riservisti e nella giornata ha compiuto ripetutamente attacchi mirati nella striscia di Gaza con aerei e cannoniere, tra cui secondo alcuni media palestinesi uno contro un campo profughi.
Il ministero della Salute palestinese a Gaza nell'ultimo aggiornamento dell'11 maggio ha dichiarato che "32 persone sono state uccise, di cui 10 bambini e una donna, e 220 feriti".

### 12 maggio

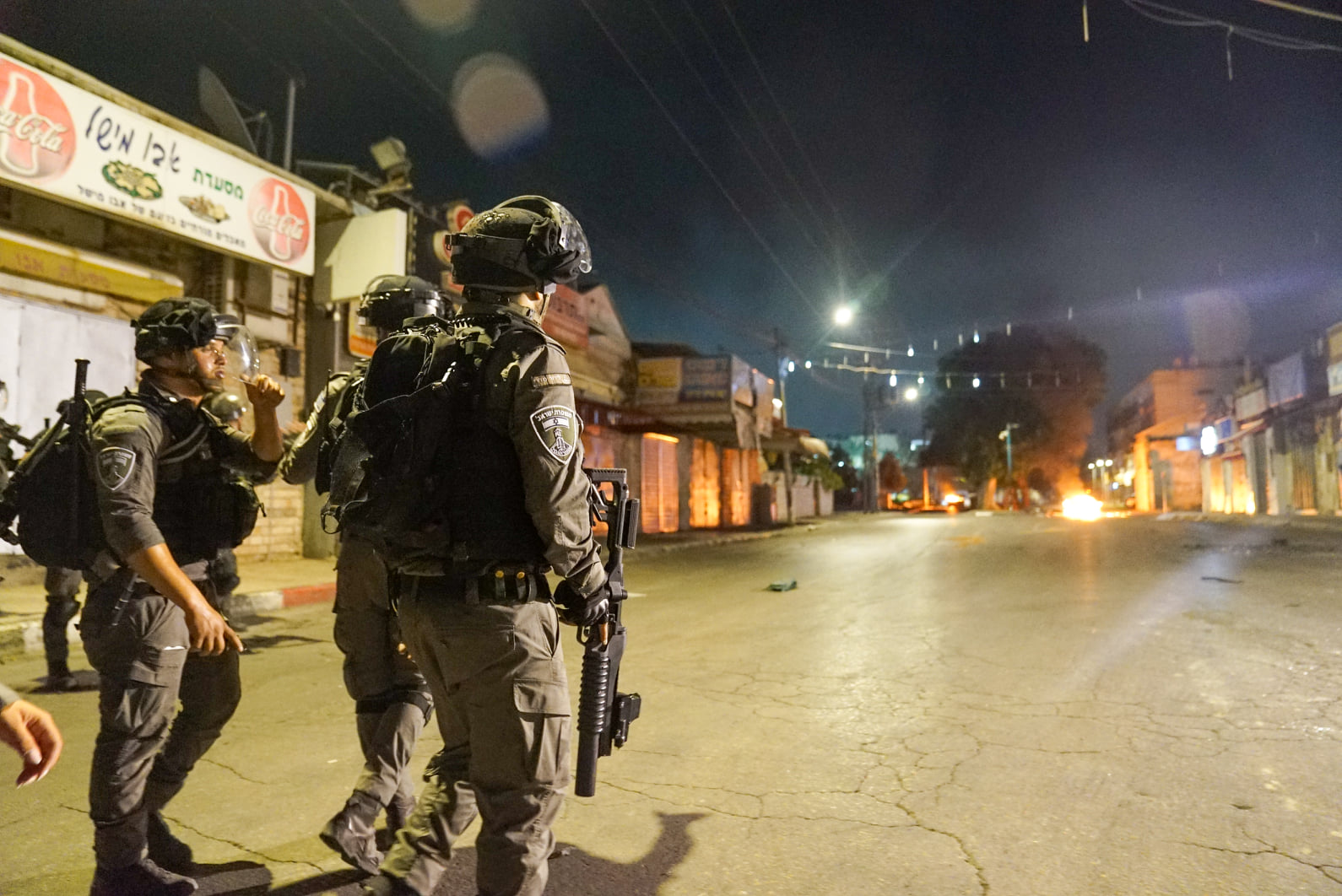
Proteste palestinesi nella città di Lod contro i crimini delle forze di occupazione israeliane in Cisgiordania e nella Striscia di Gaza

Il 12 maggio, si sono verificati ulteriori lanci di razzi e bombardamenti da entrambe le parti, l'aviazione israeliana ha distrutto dozzine di installazioni di polizia e di sicurezza lungo la Striscia di Gaza; Hamas ha dichiarato che il quartier generale della polizia era tra gli obiettivi distrutti. Il 12 maggio sono stati lanciati oltre 850 razzi da Gaza contro Israele. Secondo l'IDF, almeno 200 razzi lanciati da Hamas non sono riusciti a raggiungere Israele e sono caduti all'interno della Striscia di Gaza.
Tra gli obiettivi che, secondo i media arabi, sarebbero stati colpiti il 12 maggio dagli attacchi mirati israeliani: l'edificio residenziale di Al-Jawhara (causandone un parziale crollo), diversi obiettivi governativi (Agenzia per la Sicurezza Interna di Gaza, Dipartimento Passaporti e il quartier generale del governo di Hamas nella striscia di Gaza, gli edifici del quartier generale della polizia), la sede della Banca nazionale islamica, l'edificio della Sunrise Tower e, secondo dei media locali palestinesi, un'auto civile e il campo di Nuseirat. Secondo Al-Quds, l'aeronautica israeliana ha dichiarato di aver attaccato una cellula palestinese responsabile del dispiegamento di droni e l'esercito israeliano ha dichiarato di aver attaccato i comandanti dello staff operativo di Hamas vicino a Muhammad al-Deif, comandante in capo delle Brigate Qassam, che hanno poi dichiarato la morte di alcuni loro comandanti.
Tra gli obiettivi che sarebbero stati colpiti dai militanti palestinesi, la città israeliana Sderot, causando 7 feriti civili, e un veicolo militare israeliano, attaccato con un missile anticarro Kornet, causando la morte di un soldato secondo i media israeliani.
Ad Acri, un uomo ebreo è stato aggredito e gravemente ferito da una folla araba armata di bastoni e pietre mentre guidava la sua auto. A Bat Yam, estremisti ebrei hanno attaccato i negozi arabi e picchiato i pedoni. Altri scontri tra israeliani e palestinesi si sono verificati ad Hebron e a Lod, e nuove tensioni a Sheikh Jarrah.

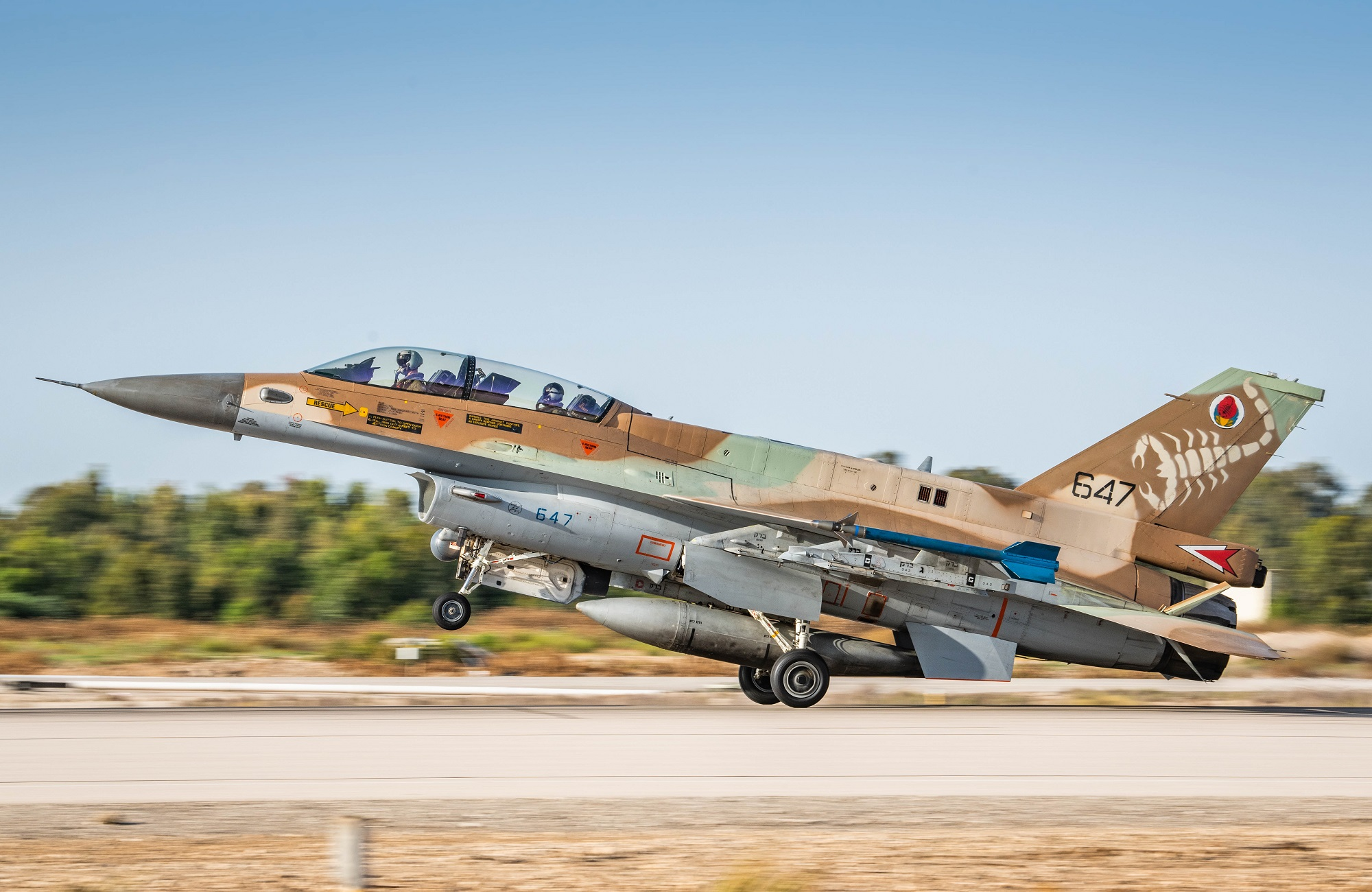
F-16 Fighting Falcon in dotazione all'aeronautica militare israeliana

Un palestinese sarebbe stato ucciso dai proiettili delle forze israeliane nel campo di Al-Fawwar, a sud di Hebron. L'esercito israeliano ha dichiarato di aver ucciso 3 militanti dei servizi segreti di Hamas. Il ministero della salute palestinese ha dichiarato 48 morti (di cui 14 minori e 3 donne) e 304 feriti. L'esercito israeliano non ha pubblicato le sue perdite, ma ha parlato di circa 1050 razzi lanciati da Gaza verso Israele.

### 13 maggio
Il 13 maggio, le forze israeliane e i militanti a Gaza hanno continuato a scambiarsi colpi di artiglieria e attacchi aerei. Hamas ha schierato droni suicidi contro obiettivi israeliani, un F-16 dell'aviazione israeliana ha ingaggiato e abbattuto uno di questi droni. La Cupola di Ferro ha attaccato molti dei razzi lanciati contro Israele. L'esercito israeliano ha convocato 7000 soldati riservisti. Tra gli obiettivi che sarebbero stati colpiti da Israele: secondo fonti arabe, una casa nel quartiere di Rimal, un quartier generale di sicurezza al centro della striscia di Gaza, un sito delle milizie palestinesi nel campo di Al-Bureij; secondo Israele l'abitazione del funzionario responsabile dei droni di Hamas. Tra le città colpite dalle milizie palestinesi: Ascalona, e, secondo il portavoce delle Brigate Al-Qassam Tel Aviv, Beersheba, Netivot, la base di Tel Nof e quella di Nevatim.
Sono stati anche lanciati 3 razzi, caduti in mare, dal campo profughi palestinese di al-Rashidiya in Libano attraverso il confine tra Libano e Israele. Hezbollah ha negato la responsabilità per tali lanci e delle truppe dell'esercito libanese sono state dispiegate nel campo profughi, trovandovi diversi razzi.
A partire dal 13 maggio, sono stati segnalati scontri anche a Beersheba, Rahat, Ramla, Nassiriyah, Tiberiade ed Haifa.

### 14 maggio

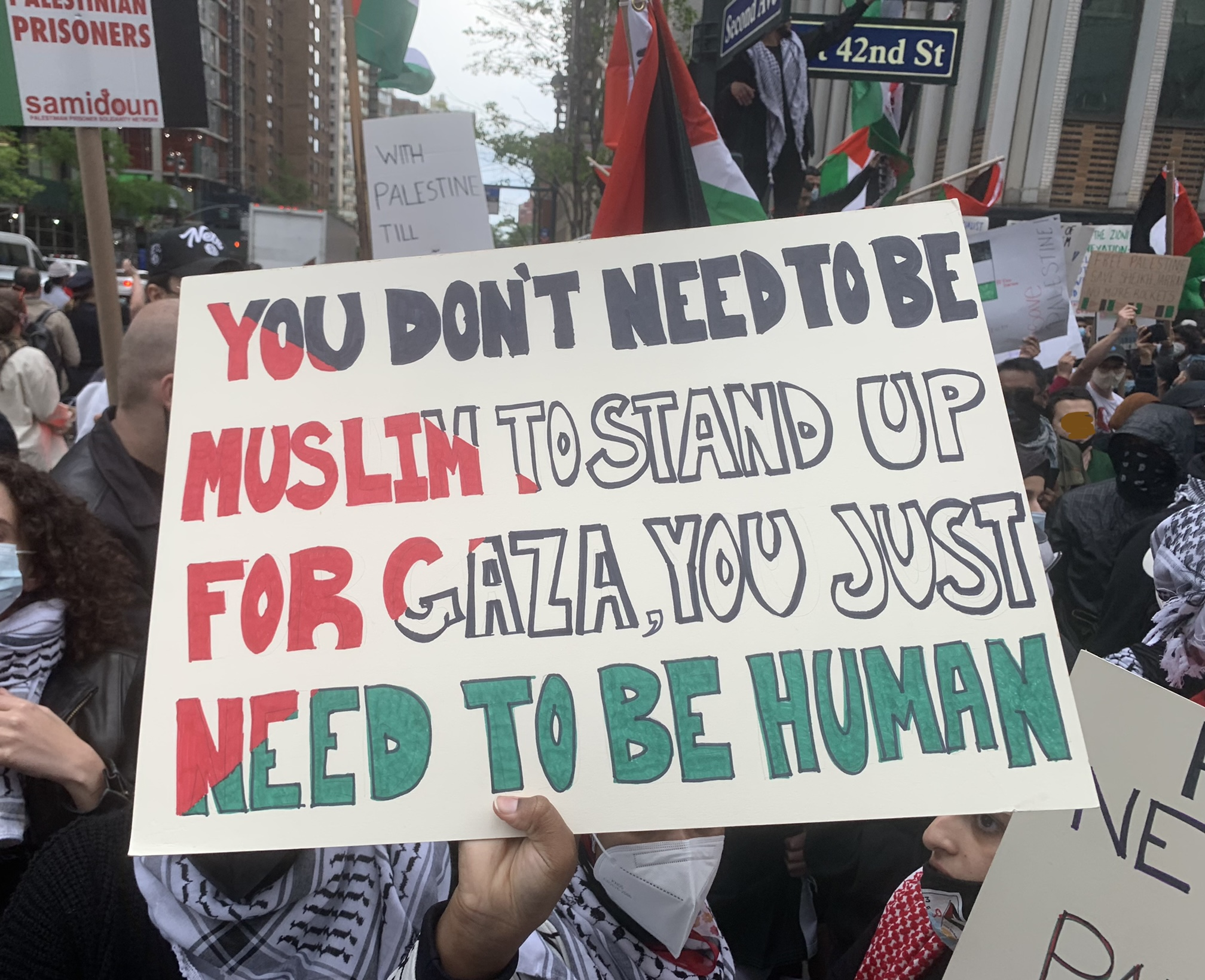
Un cartello in inglese mostrato durante una manifestazione pro-palestinese a New York

Il 14 maggio, le truppe di terra e aeree delle forze di difesa israeliane hanno affermato di avere truppe a terra e in aria che attaccavano la Striscia di Gaza, ma ciò è stato poi smentito, con scuse per aver fuorviato la stampa. Lo stesso giorno, l'aeronautica militare israeliana ha lanciato un massiccio bombardamento della rete di tunnel di Hamas e delle sue posizioni in superficie, causando significative perdite tra i militanti. Secondo un funzionario israeliano, gli attacchi avrebbero ucciso centinaia di militanti di Hamas, e 20 comandanti di Hamas sarebbero stati assassinati e la maggior parte delle sue capacità di produzione di razzi distrutte. I militanti palestinesi hanno lanciato nuove raffiche di razzi verso Israele, le Brigate Al-Qassam hanno affermato in un comunicato di aver bombardato Ascalona (dove un'ambulanza israeliana ha segnalato un ferito grave), Ashdod, Beersheba e Sderot con 50 razzi e missili, e un impianto chimico nel kibbutz di Nir Oz, mentre i media israeliani riportavano che la Cupola di Ferro aveva risposto a una serie di razzi lanciati da Gaza. Le Brigate Al-Quds hanno successivamente annunciato un altro attacco con razzi contro Israele. Nella giornata, vi sono stati ulteriori scontri tra israeliani e palestinesi in Cisgiordania, come ad Hebron, con un centinaio di feriti secondo la Mezzaluna rossa palestinese e un palestinese che aveva tentato di accoltellare un soldato è stato ucciso. Le forze israeliane hanno sparato proiettili veri per disperdere dei rivoltosi palestinesi da vari checkpoint tra cui quello di Beit El.

### 15 maggio
Il 15 maggio l'IDF ha attaccato l'edificio al-Jalaa a Gaza, che ospitava giornalisti di Al Jazeera e Associated Press, e una serie di altri uffici e appartamenti. L'edificio è stato colpito da almeno 4 missili, circa un'ora dopo che le forze israeliane hanno chiamato il proprietario dell'edificio, avvertendo dell'attacco e avvisando tutti gli occupanti di andarsene. Un portavoce dell'esercito israeliano ha confermato che l'esercito ha colpito quest'edificio, dicendo che ospitava "l'intelligence militare di Hamas". Israele afferma di aver mostrato agli Stati Uniti le prove che Hamas operava all'interno dell'edificio. Nella giornata gli attacchi aerei e di artiglieria sono continuati da ambo le parti, con Israele che secondo fonti arabe avrebbe attaccato, tra gli altri, un campo profughi a Shati, un edificio residenziale nel quartiere di Tal Al-Hawa, a sud di Gaza, una torre residenziale (nota come "Torre Andalus"), Beit Lahiya, un'abitazione nella città di Jabalia, una a ovest di Khan Yunis (completamente distrutta) e una a Sabra. Le Brigate al-Qassam palestinesi hanno dichiarato di aver bombardato l'insediamento israeliano di Sderot e Tel Aviv con decine di razzi. I media israeliani hanno dichiarato che 30 razzi avevano colpito Tel Aviv e la sua periferia, e l'esercito israeliano ha chiesto ai residenti della città di entrare nei rifugi e rimanervici fino a nuovo avviso.
Alle ore 21:00 circa, le forze israeliane avrebbero fatto irruzione nella casa del leader di Hamas, Khalil Al-Hayya. Vi sono stati scontri a Betlemme e ad Hebron tra israeliani e palestinesi.

### 16 maggio
Il 16 maggio, le milizie palestinesi hanno lanciato razzi su Ashdod, Tel Aviv (40 razzi), Beersheva e Netivot, alcuni dei quali contrastati dalla Cupola di Ferro; mentre Israele, secondo media arabi, avrebbe attaccato diversi obiettivi nella striscia di Gaza, tra cui edifici sulla strada Al Wahda a Gaza, altri a Jabaliya e a Khan Younis. Secondo il ministero della salute di Gaza, vi sarebbero state 37 vittime, tra civili e militanti, in giornata. Secondo il ministero della salute palestinese due persone sarebbero state uccise in scontri con le forze israeliane in Cisgiordania, una avrebbe tentato di investire con un'auto i soldati a un posto di blocco militare. Si sono verificati scontri anche ad Azzun, a Huwara, a Ras Karkar e Nabi Saleh e a Idhna. 7 soldati israeliani sono rimasti feriti a Sheikh Jarrah a Gerusalemme.

### 17 maggio
L'aeronautica militare israeliana ha effettuato un'altra serie di raid su larga scala contro la rete di tunnel militari di Hamas il 17 maggio, bombardando oltre 15 chilometri di passaggi sotterranei. Anche le case di 9 comandanti di Hamas e una casa usata dall'intelligence militare di Hamas sono state bombardate. Durante i combattimenti, i militanti di Hamas con missili anticarro hanno ripetutamente preso posizione negli appartamenti ed altri edifici civili e dietro le dune. Almeno 20 di queste squadre di militanti sono state distrutte dalle forze aeree e di terra israeliane.
6 razzi sono stati lanciati da militanti palestinesi in Libano verso Israele, ma non sono riusciti ad attraversare il confine. L'esercito israeliano ha risposto con colpi di artiglieria in direzione della zona da cui erano arrivati i razzi, senza causare feriti. 3 rivoltosi palestinesi sono stati uccisi in scontri con le IDF e 2 soldati israeliani sparati e feriti.

### 18 maggio
Molti palestinesi ed arabi israeliani, sia nei Territori palestinesi che in Israele, col supporto di Fatah, hanno scioperato il 18 maggio, in un "giorno della rabbia" contro gli israeliani. Si sono verificate manifestazioni e scontri a Nablus, Betlemme ed Hebron.

### 19 maggio
Secondo l'esercito israeliano, 4 razzi sono stati lanciati dal villaggio di Siddikine, nel sud del Libano, verso Haifa, dei quali uno ha colpito Israele. L'esercito israeliano ha risposto con colpi d'artiglieria. Si sono verificati ulteriori scontri tra israeliani e palestinesi.

### 20 maggio
Un attacco con razzi anticarro di Hamas su un autobus delle IDF ha ferito un soldato (altri 10 erano già scesi dal bus). In questi giorni, le IDF hanno colpito diversi droni sottomarini di Hamas che i militanti palestinesi hanno tentato di far esplodere sotto o vicino a navi israeliane o a piattaforme di perforazione di petrolio e gas. Molti veicoli con aiuti umanitari per i palestinesi di Gaza dell'UNRWA sono stati bloccati dai razzi di Hamas.

### 21 maggio
La sera del 20 maggio, Israele e Hamas, dopo 11 giorni di conflitto, hanno accettato di cessare le ostilità. Il cessate il fuoco è entrato in vigore alle 2 del mattino del 21 maggio pochi minuti dopo gli ultimi razzi lanciati da Hamas su località israeliane vicine alla striscia di Gaza.
Eccezion fatta per una piccola schermaglia presso la moschea al-Aqsa con alcuni feriti, è stato rispettato dalle parti. Il giorno dopo alcuni posti di blocco sulla frontiera sono stati riaperti da Israele e sono arrivati i primi aiuti umanitari per Gaza.

## Perdite e danni

### Israele
In Israele, 13 civili sono stati uccisi dalle migliaia di razzi lanciati dai militanti palestinesi o per diretta conseguenza di essi, tra cui due bambini, due uomini thailandesi e una donna indiana. Entro il 18 maggio, le ambulanze del Magen David Adom israeliano avevano soccorso 114 persone ferite direttamente dai razzi e 198 indirettamente.
3424 richieste di risarcimento per danni alla proprietà sono state presentate dagli israeliani a seguito dei razzi lanciati e delle rivolte: 1724 delle quali relative a danni a veicoli a motore.

### Palestina
Secondo il ministero della salute di Gaza (controllato da Hamas), 256 persone (sia civili che militanti) sono state uccise nella striscia di Gaza come diretta o indiretta conseguenza degli attacchi mirati israeliani (e, secondo diverse fonti, anche a causa di razzi di Hamas erroneamente lanciati nella striscia di Gaza), di cui 66 minorenni. Di queste vittime, secondo Hamas, 80 sarebbero stati suoi miliziani, mentre secondo Israele 225 sarebbero stati miliziani. Un gruppo militante palestinese ha dichiarato che un 17enne ucciso da un raid israeliano era un membro delle sue brigate armate (vedi Bambini soldato in Palestina). Almeno 2 comandanti di Hamas e 3 membri di alto rango della Jihad islamica palestinese sono stati uccisi, come confermato da entrambe le milizie.
Secondo l'Ufficio delle Nazioni Unite per gli affari umanitari, nella striscia di Gaza sono stati distrutti 258 edifici e danneggiate 53 scuole, 11 cliniche e 6 ospedali. Secondo le forze di difesa israeliane, sono stati distrutti quasi 100 km del sistema di tunnel militari di Hamas.

## Reazioni internazionali

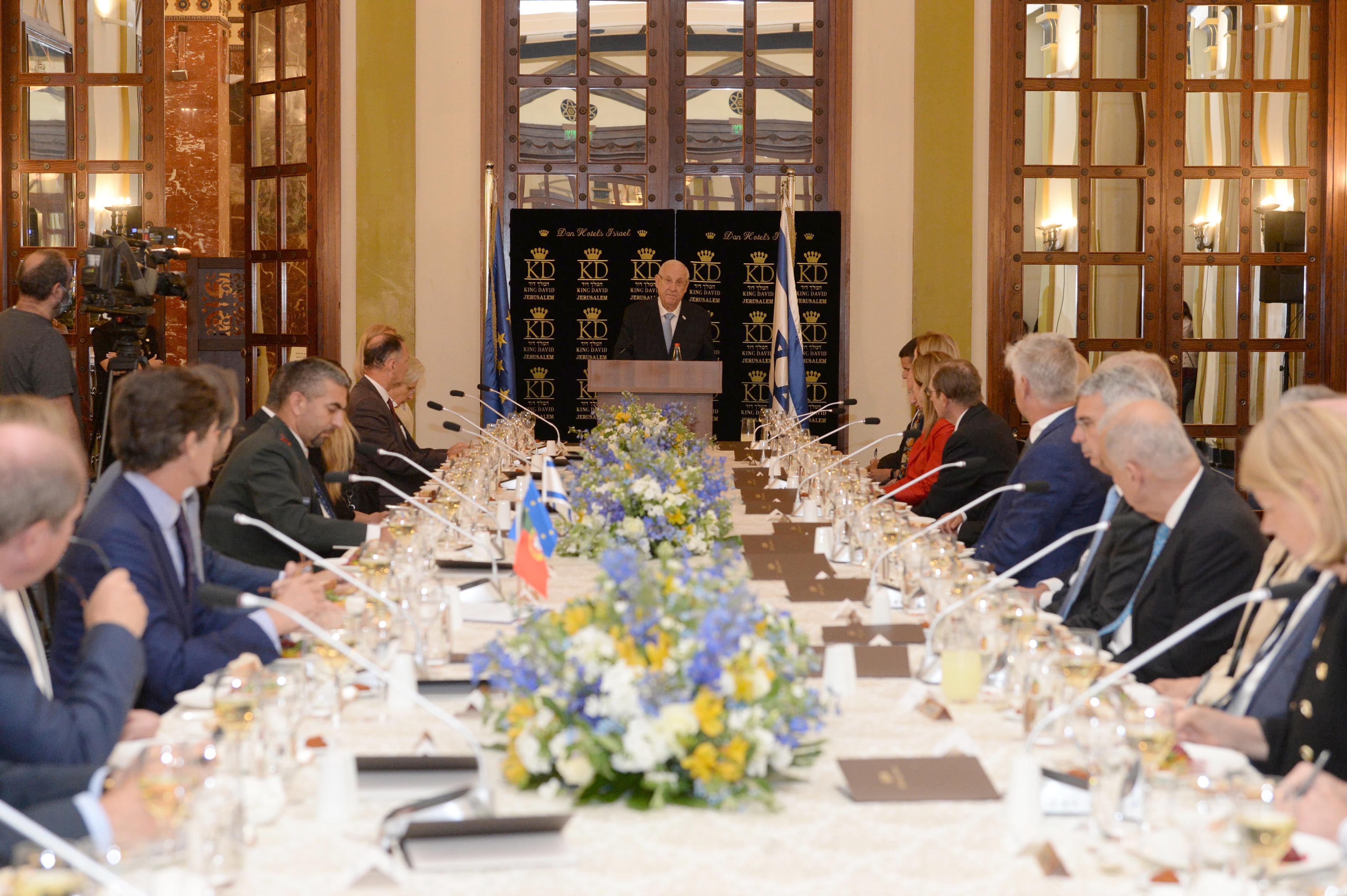
Il presidente di Israele Reuven Rivlin in una riunione di emergenza con gli ambasciatori dell'Unione europea.

Inizialmente, il segretario generale delle Nazioni Unite António Guterres ha chiesto un cessate il fuoco immediato, "per rispetto dello spirito dell'Id", facendo riferimento all'Id al-Fitr, una festa islamica (le cui celebrazioni sono state poi cancellate da Mahmud Abbas) che segna la fine del mese sacro del Ramadan. L'ONU ha chiesto a Israele di annullare tutti gli sfratti pianificati e di usare "la massima moderazione nell'uso della forza" contro i manifestanti. Il Consiglio di sicurezza delle Nazioni Unite si è incontrato il 10 maggio per discutere il caso. Hanno discusso il rilascio di una dichiarazione, che è stata respinta a causa delle preoccupazioni degli Stati Uniti. L'Unione europea ha invitato entrambe le parti ad allentare le tensioni e ha ribadito che "la violenza e il suo incitamento sono inaccettabili e gli autori di tutte le parti devono essere ritenuti responsabili". L'11 maggio si è tenuta una riunione online di emergenza della Lega araba. Il segretario generale della Lega Araba, Ahmed Aboul Gheit, ha condannato gli attacchi aerei israeliani su Gaza come "indiscriminati e irresponsabili". Lo stesso giorno, l'Organizzazione della cooperazione islamica ha condannato Israele e ha ribadito il sostegno alla Palestina. Il 12 maggio, il procuratore della Corte penale internazionale Fatou Bensouda ha dichiarato di essere preoccupata per l'escalation della violenza e per la possibilità che vengano commessi crimini di guerra.
Il 12 maggio, il presidente degli Stati Uniti Joe Biden in una dichiarazione ha affermato che "Israele ha il pieno diritto di difendersi dalle centinaia di razzi lanciati da Gaza", aggiungendo che aveva parlato con il primo ministro israeliano e sperava che il conflitto sarebbe finito presto, mentre il 16 maggio ha sentito sia il primo ministro israeliano che quello palestinese.
Il 18 maggio, il ministro degli esteri greco Nikos Dendias diventa il primo funzionario europeo a visitare Israele e Palestina, seguito da una visita in Giordania, in consultazione con Francia, Egitto, Emirati Arabi Uniti e Stati Uniti nell'ambito degli sforzi di intermediazione per un cessate il fuoco tra le due parti, mentre la Francia annunciava il deposito di una risoluzione presso il Consiglio di sicurezza dell'ONU che chiedeva un cessate il fuoco, in coordinamento con Egitto e Giordania.
Il 19 maggio, Joe Biden ha parlato con Netanyahu, esprimendogli che "si aspettava una significativa riduzione dell'escalation sulla via del cessate il fuoco". Inoltre, diverse fonti hanno annunciato che il ministro degli esteri tedesco Heiko Maas intendeva recarsi in Israele e nei Territori palestinesi il 20 maggio per discutere dell'escalation del conflitto.
Il 20 maggio i ministri degli esteri di Germania, Repubblica Ceca e Slovacchia hanno visitato Israele per esprimere sostegno e solidarietà a Israele.
Dalla sera del 20 maggio, Israele e Hamas hanno accettato di cessare le ostilità. Un accordo di cessate il fuoco mediato da Egitto, Qatar e Nazioni Unite tra Israele e Hamas è stato promulgato intorno alle 2:00 del 21 maggio 2021, ponendo fine a 11 giorni di combattimenti. La proposta finale dell'Egitto è stata votata dal governo israeliano ed approvata all'unanimità, e anche Hamas ha indicato la propria accettazione dell'accordo di pace. Nelle ore precedenti l'accordo con l'Egitto, il presidente Joe Biden degli Stati Uniti aveva parlato con il presidente egiziano Abdel Fattah al-Sisi della mediazione di un tale accordo. Biden in seguito descrisse l'accordo come "reciproco" e "incondizionato" e espresse la sua convinzione che entrambe le parti dovessero vivere in sicurezza. Entrambe le parti rivendicarono la vittoria nel conflitto.